# Le Souper de Borgia
 (juillet 2025).
Pour plus de détails, voir Fiche technique et Distribution.
Le Souper de Borgia est un film italien muet réalisé en 1911 par Giuseppe De Liguoro.
Ce court métrage en noir et blanc met en scène l'une des personnalités de la Renaissance italienne, le cruel César Borgia (1475–1507), un prince dévoré par la jalousie, auteur de nombreux meurtres.

## Fiche technique
- Titre original : La cena del Borgia
- Pays d'origine :  Royaume d'Italie
- Année : 1911
- Réalisation : Giuseppe De Liguoro
- Scénario : Giuseppe De Liguoro
- Société de production et de distribution : Milano Films
- Langue : italien
- Genre : Drame historique
- Format : Muet - Noir et blanc - 1,33:1 - 35 mm
- Métrage : 235 mètres
- Durée : 9 minutes
- Date de sortie :
  -  Royaume d'Italie : janvier 1911
  -  Espagne : janvier 1911
  -  France : 20 janvier 1911
  -  Royaume-Uni : 29 janvier 1911
- Autres titres connus :
  -  Espagne : La cena de los Borgias
  -  Portugal : A Ceia dos Bórgias
  -  Royaume-Uni : The Feud of the Borgia
  -  Empire allemand : Das Gastmahl des Borgia

## Distribution
- Giuseppe De Liguoro : César Borgia
- Maria Brioschi : Lucrèce Borgia